# Busongeluk in Måbødalen
Het busongeluk in het Måbødal vond plaats in Vestland in Noorwegen op 15 augustus 1988. Toen een bus afdaalde van de Hardangervidda in de richting van Bergen, botste deze tegen de betonnen boog van de Måbøtunnel op de Noorse nationale weg 7, de wegverbinding tussen Oslo en Bergen. Vijftien van de vierendertig passagiers overleefden het ongeluk niet. De chauffeur stierf twaalf dagen later aan zijn verwondingen.
De uit Zweden afkomstige bus werd gebruikt voor een schoolreisje met bestemming Bergen en zou daar een ferry naar Shetland nemen. Twaalf van de in totaal zestien overledenen waren kinderen. De andere vier doden waren begeleidende ouders en de chauffeur. Het feit dat bij dit ongeluk veel kinderen om het leven kwamen, zorgde voor een schok in Noorwegen en Zweden.
Als hoofdoorzaak van het ongeluk werden de weigerende remmen aangewezen. Van de vier wielen waren er slechts twee met remmen uitgerust. Een extra elektrische  rem functioneerde niet. De weg door de in 1986 geopende Måbøtunnel kent een lang traject met steile afdalingen tot 8% over een afstand van vier kilometer. Doordat er langdurig sterk moest worden geremd, raakte het remsysteem oververhit. Ten slotte weigerde het dienst. De chauffeur had geprobeerd over te schakelen naar een lagere versnelling, maar dat had alleen tot gevolg dat de wielen op niets meer reageerden. Daardoor suisde de bus steeds sneller naar beneden. Op het moment van de botsing tegen het beton, omstreeks 18.30, moet de bus volgens het onderzoeksrapport 64 à 100 kilometer per uur gereden hebben. 
Veel overlevenden en getuigen werden getraumatiseerd en lijden nog steeds onder de gevolgen. Het psychologische effect op hun leven werd in de twintig jaar na het ongeluk bestudeerd door wetenschappers, iets wat nog niet eerder zo langdurig gebeurd was.